# Leopold Friedrich zu Stolberg-Stolberg
Leopold Friedrich Graf zu Stolberg-Stolberg (* 24. Februar 1799 in Eutin; † 9. August 1840 in Morzg) war von 1838 bis 1840 Kreishauptmann des Salzburgkreises des Landes Österreich ob der Enns (heute Oberösterreich). 

## Leben
Graf Stolberg stammte aus einem der ältesten deutschen Grafengeschlechter und war eines von 18 Kindern des bekannten Dichters und Goethefreundes Friedrich Leopold Graf zu Stolberg-Stolberg, dessen Texte auch Franz Schubert vertont hatte. Sein Bruder Christian Ernst (1783–1846) war ein österreichischer k.u.k. Feldmarschallleutnant. Der Bruder Johann Peter Cajus (1797–1874) war Rittergutsbesitzer und Reichstagsabgeordneter.
Leopold-Friedrich wohnte während seiner kurzen Zeit als Kreishauptmann mit seiner Ehefrau Kristiána (* 28. März 1798, † 21. Dezember 1840), Tochter des Grafen František Josef Václav von Sternberg-Manderscheid, auf Schloss Montfort bei Hellbrunn. Beide kamen in diesem Jahr kurz nacheinander tragisch ums Leben; nur das nachgeborene einzige Kind des Paares, Franz (1840–1878), überlebte. Ein großes Grabmal im Morzger Friedhof, gestaltet im neugotischen Stil von Ludwig Schaller, und ein Monument im Grünraum westlich von Morzg, erinnerten noch lange an das Ehepaar und sein Ende. Leopold-Friedrich hatte das Rittergut Räckelwitz in der Oberlausitz erworben.

## Weblink
- Stolberg